# Frances the Mute
Frances the Mute — второй полноформатный альбом американской рок-группы The Mars Volta, изданный в 2005 году. Альбом удостоился в основном положительных отзывов музыкальных критиков и в 2009 году был сертифицирован как «золотой» Американской ассоциацией звукозаписывающих компаний.

## Об альбоме
В представленных на Frances the Mute композициях присутствуют элементы хард-рока, даба, психоделической музыки, фри-джаза и творческого наследия группы Red Hot Chili Peppers. Источником вдохновения для музыкантов при создании альбома послужили дневники незнакомца, обнаруженные звукооператором The Mars Volta Джереми Уордом.
Наиболее адаптированным фрагментом Frances the Mute для неподготовленного слушателя является песня «The Widow», изданная в виде отдельного сингла и радиоверсии. «The Widow» была записана при участии бас-гитариста Red Hot Chili Peppers Фли, исполнившего партии трубы. Номер «L'Via L'Viaquez» в очередной раз свидетельствует о тяге музыкантов The Mars Volta к эклектике: примерно половина двенадцатиминутного хронометража композиции отведена под эксперименты в сфере афро-кубинской музыки. В записи «L’Via L’Viaquez» принял участие другой музыкант Red Hot Chili Peppers — гитарист Джон Фрушанте. Соло на трубе в номере «Miranda That Ghost Just Isn’t Holy Anymore» также исполнил Фли.
Монументальная композиция «Cassandra Gemini» продолжительностью в 32 минуты и 32 секунды разделена на пять частей (на CD-версиях альбома — на восемь). Фрагмент «Cassandra Gemini» под названием «Plant a Nail in the Navel Stream» выдержан в русле фри-джаза.
Заглавная композиция альбома, длящаяся четверть часа, не была включена в Frances the Mute, и вместо этого была издана в качестве би-сайда к синглу «The Widow».

## Приём
Frances the Mute дебютировал на четвёртой позиции американского хит-парада Billboard 200 и 23-м месте хит-парада Соединённого Королевства. 5 октября 2009 года альбом был удостоен «золотой» сертификации от Американской ассоциации звукозаписывающих компаний за более чем 0,5 миллиона реализованных экземпляров.
Оценка альбома на сайте Metacritic, основанная на 31 рецензии, составляет 75 баллов из 100, что означает «в основном благоприятные оценки».

## Список композиций

### Версия на CD
| №   | Название                                              | Длительность |
| --- | ----------------------------------------------------- | ------------ |
| 1.  | «Cygnus....Vismund Cygnus»                            | 13:02        |
| 2.  | «The Widow»                                           | 5:50         |
| 3.  | «L’Via L’Viaquez»                                     | 12:21        |
| 4.  | «Miranda That Ghost Just Isn’t Holy Anymore»          | 13:09        |
| 5.  | «Cassandra Gemini» (Multiple Spouse Wounds)           | 4:45         |
| 6.  | «Cassandra Gemini» (Tarantism)                        | 6:40         |
| 7.  | «Cassandra Gemini» (Plant a Nail in the Navel Stream) | 2:55         |
| 8.  | «Cassandra Gemini» (Faminepulse)                      | 7:41         |
| 9.  | «Cassandra Gemini» (Pisacis)                          | 4:59         |
| 10. | «Cassandra Gemini» (Con Safo / Tarantism Intro)       | 3:48         |
| 11. | «Cassandra Gemini» (Multiple Spouse Wounds - Chorus)  | 0:46         |
| 12. | «Cassandra Gemini» (Sarcophagi)                       | 0:53         |

### Версия на виниле
| №  | Название | Длительность |
| -- | --- | ------------ |
| 1. | «Cygnus....Vismund Cygnus» - «Sarcophagi» - «Umbilical Syllables» - «Facilis Descendus Averni» - «Con Safo» | 13:02        |
| 2. | «The Widow»                                                                                                 | 5:50         |

| №  | Название          | Длительность |
| -- | ----------------- | ------------ |
| 3. | «L’Via L’Viaquez» | 12:21        |

| №  | Название | Длительность |
| -- | --- | ------------ |
| 4. | «Miranda That Ghost Just Isn’t Holy Anymore» - «Vade Mecum» - «Pour Another Icepick» - «Pisacis (Phra-Men-Ma)» - «Con Safo» | 13:48        |

| №  | Название                                                                                      | Длительность |
| -- | --------------------------------------------------------------------------------------------- | ------------ |
| 5. | «Cassandra Gemini» (Pt. 1) - «Tarantism» - «Plant a Nail in the Navel Stream» - «Faminepulse» | 14:52        |

| №  | Название                                                                                          | Длительность |
| -- | ------------------------------------------------------------------------------------------------- | ------------ |
| 6. | «Cassandra Gemini» (Pt. 2) - «Faminepulse (Continued)» - «Multiple Spouse» Wounds» - «Sarcophagi» | 17:39        |

## Участники записи

### The Mars Volta
- Седрик Бикслер-Савала — вокал
- Омар Родригес-Лопес — гитара, синтезатор, полевые записи, продюсирование
- Хуан Альдерете де ла Пенья — бас
- Джон Теодор — ударные
- Айсайа «Айки» Оуэнс — клавишные
- Марсель Родригес-Лопес — перкуссия, клавишные

### Дополнительные музыканты
- Ленни Кастро — дополнительная перкуссия (все композиции)
- Фли — труба («The Widow» и «Miranda That Ghost Just Isn’t Holy Anymore»)
- Джон Фрушанте — гитара («L’Via L’Viaquez»)
- Ларри Харлоу — фортепиано («L’Via L’Viaquez»), клавинет («Cassandra Gemini»)
- Адриан Террасас-Гонсалес — тенор-саксофон, флейта («Cassandra Gemini»)
- Сальвадор Эрнандес — труба
- Уэйн Бержерон — труба
- Рэнди Джонс — туба
- Роджер Мэннинг — фортепиано

## Хит-парады
| Хит-парад (2005)                    | Высшая позиция |
| ----------------------------------- | -------------- |
| Австралия (ARIA)                    | 9              |
| Австрия (Ö3 Austria)                | 43             |
| Бельгия/Валлония (Ultratop)         | 70             |
| Бельгия/Фландрия (Ultratop)         | 13             |
| Великобритания (UK Albums Chart)    | 23             |
| Германия (Offizielle Top 100)       | 23             |
| Ирландия (IRMA)                     | 18             |
| Испания (PROMUSICAE)                | 80             |
| Италия (Classifica album)           | 21             |
| Канада (Canadian Albums Chart)      | 6              |
| Нидерланды (Album Top 100)          | 34             |
| Новая Зеландия (RMNZ)               | 21             |
| Норвегия (VG-lista)                 | 1              |
| США (Billboard 200)                 | 4              |
| Финляндия (Suomen virallinen lista) | 14             |
| Франция (SNEP)                      | 71             |
| Швейцария (Schweizer Hitparade)     | 81             |
| Швеция (Sverigetopplistan)          | 12             |

## Сертификации
| Регион                                                      | Сертификация | Продажи  |
| ----------------------------------------------------------- | ------------ | -------- |
| США (RIAA)                                                  | Золотой      | 500 000^ |
| ^ Данные о тиражах приведены только на основе сертификации. |              |          |